# Katzeklo
Katzeklo war die dritte Singleveröffentlichung des deutschen Unterhaltungskünstlers Helge Schneider. Sie erschien 1993 als erste Single seines bislang erfolgreichsten Albums Es gibt Reis, Baby.

## Aufnahme
Das Stück wurde 1993 in Schneiders Studio Transatlantic Vanguard in Styrum komponiert und aufgenommen. Ihn begleiten als Band Hardcore seine Mitmusiker Buddy Casino (Orgel) und Peter Thoms (Schlagzeug).

## Inhalt
Katzeklo erinnert musikalisch an den Jazz-Schlager der 1950er Jahre, textlich jedoch parodiert er das Genre, allein mit der Behauptung, dass ein „Katzeklo die Katze froh“ machen könne. Peter Thoms ist als Hintergrundsänger zu hören und ein Vibraphon-Solo erklingt zum Schluss.

## Musikvideo
Im Musikvideo posiert Schneider in einer Kapitänsuniform vor seiner Hammond-Orgel, bewegt seine Lippen zum Playback, mimt dilettantisch ein Vibraphon-Solo und zeigt Zeichnungen sowie eine Katze und ein Katzenklo.

## Bedeutung
Katzeklo ist Schneiders bekannteste Single und gilt als sein „Hauptwerk“. Am 12. März 1994 spielte er das Stück in der Sendung Wetten, dass..? und erreichte dort ein Publikum von 16 Millionen Zuschauern, was für ihn den endgültigen Durchbruch bedeutete. Während der Comeback-Show von Stefan Raab trat er mit dem Lied im September 2024 vor dem Boxkampf Raabs gegen Regina Halmich erneut auf. 

## Sonstiges
Die Inspiration für das Lied war Schneiders Kater Fritz. 1994 erschien von Schneider eine 6-minütige Version als Katzeklo Spectaculaire!